# Fédération nationale des sociétés coopératives d'HLM
La Fédération nationale des sociétés coopératives d'HLM est une association loi de 1901 fondée le 13 janvier 1908 par des sociétés coopératives d'habitations à bon marché.
Elle regroupe aujourd'hui 165 sociétés coopératives d'HLM présentes sur tout le territoire français et intervenant principalement dans le champ de l'accession à la propriété des personnes à revenus modestes.

## Historique
La coopération s’est constituée au siècle dernier en réaction aux conséquences de la révolution économique fondée sur le seul capital. Elle a depuis fait ses preuves et s’est épanouie dans des secteurs aussi divers que l’agriculture, le transport, l’épargne ou la production de biens et de services. 
Si l’œuvre de la coopération dans le secteur de l’habitat est aujourd’hui méconnue, il ne s’agit que de la conséquence d’une évolution législative funeste qui l’a frappé au début des années 1970.
Pourtant, la contribution des coopératives d’habitation est loin d’être négligeable. Apparues à la fin du XIXe siècle, les premières coopératives d’habitation se sont spécialisées d’emblée dans l’accession « à la petite propriété » pour les ouvriers et salariés modestes. Faisant preuve d’imagination, elles ont alors recours à la formule de la location-attribution.
Avec ce mécanisme original aujourd’hui disparu, la coopérative d’HBM procurait au coopérateur un logement en location édifié à son intention avec la promesse de l’attribuer en pleine propriété lorsque le coopérateur aurait remboursé le prêt que lui avait consenti la coopérative. Plus de 400 000 familles deviendront propriétaires de cette façon. 
De 1945 à 1971, les coopératives d’HLM vont tirer profiter de la dynamique de la reconstruction puis des trente glorieuses pour s’imposer comme les spécialistes de l’accession sociale à la propriété, non sans se distinguer.
C’est une coopérative d’HLM qui édifie en 1956 la Cité radieuse de Rezé, près de Nantes. C’est également une coopérative d’HLM qui est choisie par les pouvoirs publics pour conduire en 1966 le premier Villagexpo, opération commerciale visant à promouvoir la maison individuelle.
C’est encore une coopérative d’HLM qui réalise la première zone d’aménagement concerté de France, à la Roche-sur-Yon à la fin des années 1960. Promoteur d’un habitat en accession de qualité, les coopératives ont aussi construit et géré un important parc locatif, notamment en Alsace où le droit local les a protégé contre toutes les vicissitudes législatives qui les ont touché.
En 1965 puis en 1971, les pouvoirs publics restreignent considérablement les compétences des coopératives d’HLM. Elles devront attendre 1983 et 1992 pour retrouver une partie de leurs prérogatives et surtout la loi relative à la solidarité et au renouvellement urbains du 13 décembre 2000. Désormais, les coopératives d’HLM interviennent comme de véritables ensembliers du logement social.

## Les adhérents
Les 165 coopératives d'Hlm se regroupent en quatre catégories juridiques :
- les sociétés coopératives de production d'HLM (SCP HLM), au nombre de 147
- les sociétés coopératives d'intérêt collectif d'HLM (SCIC HLM), au nombre de 15
- les sociétés coopératives d'HLM de droit local, au nombre de trois
- les sociétés coopératives de location-attribution (SCLA), au nombre de 2

L'objet social des coopératives d'HLM est identique : elles ont pour vocation de produire des logements neufs destinés à être vendus à titre de résidence principale à des personnes à revenus modestes. Elles peuvent également produire et gérer des logements locatifs HLM, produire des lotissements et assurer la gestion de syndic des immeubles qu'elles construisent.

## Les missions
Les missions de la Fédération sont :
- La représentation des sociétés coopératives d’HLM au niveau national,
- La promotion d’une politique coopérative en faveur de l’habitat social,
- L’assistance aux sociétés coopératives dans le développement de l’œuvre qu’elles poursuivent.

Pour ce faire, la Fédération Nationale s’appuie sur son personnel propre et sur les services communs de l’Union sociale pour l’habitat dont elle est l’un des quatre membres fondateurs.

## L'organisation
La Fédération est administrée par un Conseil fédéral composé de 25 membres élus soit par l’Assemblée générale, soit par les circonscriptions interrégionales. Depuis le 11 septembre 2003, le Président du Conseil fédéral est Marie-Noëlle Lienemann, ancien ministre et administrateur de la coopérative d'HLM La Chaumière (94) et est, à ce titre, vice-présidente de l'Union sociale pour l'habitat.